# Cordillera del Bálsamo
La cordillera del Bálsamo es la región costera y montañosa de El Salvador que se ubica en el litoral de los departamentos de Sonsonate y La Libertad. Su nombre se debe a que en las sierras que se levantan tras la línea costera crece el árbol del bálsamo del cual se extrae el producto homónimo.
Estratigráficamente, esta cordillera hace parte de formación Bálsamo, datada para el Plioceno en la era Cenozoica, y que se originó debido a un cambio en la geometría en la zona de subducción debido a un desprendimiento de losa en el Mioceno tardío, qué resultaría en la migración del eje del arco volcánico a un punto más cercano a su posición actual; con lo que se producirían la formación y erupción de volcanes, ahora extintos, como los estratovolcanes (hoy calderas) de: Jayaque (que surgiría entre 2.6 y 1.5 millones de años antes del presente) y Panchimalco (que surgiría entre 7.2 y 6.1 millones de años antes del presente).
En esta región están ubicados los siguientes municipios:
- Jayaque
- Jicalapa
- Talnique
- San Julián
- Cuisnahuat
- Tepecoyo
- Santa Isabel Ishuatán
- Comasagua
- Chiltiupán
- Teotepeque